# Jianshe (sockenhuvudort i Kina, Qinghai Sheng)
Jianshe (kinesiska: 建设, 次哇达, 建设乡) är en sockenhuvudort i Kina. Den ligger i provinsen Qinghai, i den nordvästra delen av landet, omkring 390 kilometer sydväst om provinshuvudstaden Xining. Antalet invånare är 3 427. Befolkningen består av 1 507 kvinnor och 1 920 män. Barn under 15 år utgör 29,0 %, vuxna 15-64 år 64 %, och äldre över 65 år 6,0 %.
Trakten runt Jianshe är nära nog obefolkad, med mindre än två invånare per kvadratkilometer. Jianshe är det största samhället i trakten. Trakten runt Jianshe består i huvudsak av gräsmarker.